# To the Last Man (1933)
To the Last Man (bra: Rixa Antiga) é um filme norte-americano de 1933, do gênero faroeste, dirigido por Henry Hathaway e estrelado por Randolph Scott e Esther Ralston.

## Sinopse
Briga entre as famílias Hayden e Colby, serenada pelo casamento entre Lynn Hayden e Ellen Colby. Para ficar longe de tudo isso, o casal foge para o estado de Nevada. Lá, envolvem-se em outra briga, agora entre criadores de gado e criadores de ovelhas. Não sobra pedra sobre pedra, como se pode deduzir do título original.

## Elenco
| Ator/Atriz       | Personagem            |
| ---------------- | --------------------- |
| Randolph Scott   | Lynn Hayden           |
| Esther Ralston   | Ellen Colby           |
| Jack La Rue      | Jim Daggs             |
| Buster Crabbe    | Bill Hayden           |
| Barton MacLane   | Neil Stanley          |
| Noah Beery       | Jed Colby             |
| Gail Patrick     | Ann Hayden Stanley    |
| Egon Brecher     | Mark Hayden           |
| Muriel Kirkland  | Molly Hayden          |
| Fuzzy Knight     | Jeff Morley           |
| James Eagles     | Eli Bruce             |
| Eugenie Besserer | Vovó Spelvin          |
| Harlan Knight    | Vovô Spelvin          |
| Jay Ward         | Lynn Hayden (criança) |